# خواکین بلاسکز
خواکین بلاسکز (انگلیسی: Joaquín Blázquez؛ زادهٔ ۲۸ ژانویهٔ ۲۰۰۱) بازیکن فوتبال اهل آرژانتین است.
از باشگاه‌هایی که در آن بازی کرده‌است می‌توان به اشاره کرد.
وی همچنین در تیم‌های ملی فوتبال زیر ۲۰ سال آرژانتین و زیر ۲۳ سال آرژانتین بازی کرده‌است.